# بهرام قاسمي
بهرام قاسمي (بالفارسية: بهرام قاسمی) دبلماسي وسياسي إيراني والسفير الحالي لجمهورية إيران الإسلامية في فرنسا. تولّی مسؤولية التحدّث الرّسمي ورئاسة مركز الدبلوماسية العامة والإعلامية في وزارة الخارجية الإيرانية من 19 يونيو 2016 حتى 6 مارس 2019.

## مناصب
تولّی قاسمي عدة مسؤوليات منها:
- عضو المجموعة المؤسسة لصحيفة الجمهورية الإسلامية الإيرانية والكاتب في الجريدة المذكورة (أبريل 1979)
- أمين اللجنة الاقتصادية لمجلس الثورة (1979 – 1980)
- رئيس التحرير وأمين المجلس التحريري وعضو هيئة رعاية مؤسسة «اطلاعات» وشركة «إيران جاب» (1980 – 1981)
- الالتحاق بوزارة الخارجية (1980)
- مساعد دائرة الطاقة ومؤسس مركز الدراسات الاقتصادية في قسم الشؤون الاقتصادية والدولية بوزارة الخارجية (1980 – 1982)
- القائم بأعمال سفارة الجمهورية الإسلامية الإيرانية في يوغسلافيا السابقة (1982 – 1984)
- أول سفير للجمهورية الإسلامية الإيرانية في إيرلندا (1986 – 1989)
- رئيس الدائرة السياسية الثانية (1989 -1992)
- رئيس دائرة دول الكومنولث
- فتح سفارة الجمهورية الإسلامية الإيرانية في أرمينيا والمسؤول عن الاجراءات اللازمة لفتح السفارة في جورجيا
- رئيس مجموعة الإشراف على مبادرة الجمهورية الإسلامية الإيرانية للتوسط في قضية كاراباخ وبذل المساعي الحميدة لوقف إطلاق النار فيها
- سفير الجمهورية الإسلامية الإيرانية في إسبانيا (1991 – 1997)
- مدير عام أوروبا الغربية – وزارة الخارجية (1997 – 2000)
- سفير الجمهورية الإسلامية الإيرانية في إيطاليا والسفير غير المقيم في مالطا (2000 – 2005)
- استلام وسام Ordine della stella della solidarieta Italiana من رئيس جمهورية إيطاليا في ختام فترة مهامه لكونه سفيرا «مؤثرا» و«نشطا» في رفع مستوى العلاقات في مختلف الجوانب بين البلدين (2005)
- الخبير الأقدم في قسم وكيل وزارة الخارجية ومسؤول الاتصال بين اللجنة الاقتصادية لمجلس الأمن القومي ووزارة الخارجية فيما يخص مواجهة العقوبات الدولية ضد إيران (2007)
- مسؤول سفارة الجمهورية الإسلامية الإيرانية في كندا (2007 – 2009)
- رئيس مجموعة أمريكا الدراسية في مركز الدراسات الإستراتيجية (2008 – 2013)
- مساعد الشؤون الدولية في مركز الدراسات الإستراتيجية (2003 – 2015)
- الناطق الرسمي ورئيس مركز الدبلوماسية العامة والإعلامية لوزارة الخارجية (يونيو 2016 – 6 مارس 2019).